# Aston Upthorpe
Aston Upthorpe is een civil parish in het bestuurlijke gebied South Oxfordshire, in het Engelse graafschap Oxfordshire met 179 inwoners.